# Реализм (литература)
Реали́зм — литературное направление, а также художественный метод в литературе, цель которого заключается в правдивом, реалистичном и достоверном отображении действительности в литературном произведении. Господство реализма как направления следовало за эпохой романтизма и предшествовало символизму (при этом исследователи не выделяют направление натурализма). Лучшие образцы реализма XIX века нередко обозначают термином «классический реализм»:362.

## Общие сведения
В России первый широко ввёл в публицистику и критику термин «реализм» Дмитрий Писарев, до этого времени термин «реализм» употреблялся Герценом в философском значении, в качестве синонима понятия «материализм» (1846).
Слово «реализм» как научный термин небесспорно, поскольку имеет несколько значений. Во время господства в литературоведении марксистской идеологии реализм превозносился в ущерб остальным методам и направлениям и считался художественным освоением общественно-исторической конкретики, отображением идей социальной детерминированности, жёсткой внешней обусловленности человеческого сознания и поведения (согласно Ф. Энгельсу, «типичные характеры в типичных обстоятельствах»):362.
В постсоветское время значимость реализма в литературе XIX—XX веков, напротив, часто нивелировалась, а порой и вовсе отрицалась. Это понятие оценивалось негативно на том основании, что сущность его якобы сводится только к «социальному анализу» и «жизнеподобию», а период между эпохой романтизма и эпохой символизма искусственно включался в сферу романтизма либо обозначался как «эпоха романа»:362.
В связи с этим российский литературовед доктор филологических наук профессор кафедры теории литературы МГУ им. М. В. Ломоносова В. Е. Хализев отмечал, что нет никаких причин для отказа от термина «реализм», снижения и дискредитации его значения, вместо этого необходимо очищение термина от примитивных и вульгаризаторских напластований. Как указывает В. Е. Хализев, стоит считаться с традицией, согласно которой словом «реализм» или словосочетанием «классический реализм» обозначают «богатый, многоплановый и вечно живой художественный опыт XIX столетия (в России — от Пушкина до Чехова)»:362.
По утверждению Хализева, сущность классического реализма — не в социально-критическом пафосе (хотя и эта особенность тоже существенна), а в широком освоении живых связей личности с её близким окружением, «микросредой» в её национальной, эпохальной, сословной, сугубо местной и пр. специфичности:362—363. В противоположность романтизму с его «байронической ветвью», для реализма характерны не возвышение и идеализация героя, отчуждённого от реальности и противостоящего действительному миру, а критика (и нередко очень жёсткая) уединённости его сознания. Действительность писатели-реалисты воспринимали как властно требующую от человека сопричастности ей:363.
В то же время подлинный реализм предполагает, как отмечает Хализев, также и интерес писателей к «большой современности», стремление затрагивать нравственно-философские и религиозные проблемы, подчёркивание связей человека с культурной традицией, судьбами народов и человечества, миропорядком и вселенной. В этом реализм сходен как с предшествовавшим ему романтизмом, так и с последовавшим за ним символизмом:363. Хализев приводит слова советского и российского литературоведа профессора В. М. Марковича о том, что в рамках реализма встречаются и сверхъестественное, и откровение, и религиозно-философская утопия, и миф, и мистериальная составляющая — в результате «метания человеческой души получают <…> трансцендентный смысл», оказываются связаны с категориями вечности, высшей справедливости, провиденциальной миссии России, конца света, царства Божия на земле.
Однако при этом, как подчёркивает Хализев, представители реализма не уводят читателя в экзотические дали и на мистериальные высоты, в область отвлечённостей и абстракций, в отличие от некоторых писателей-романтиков (например, Байрона в его романтических поэмах). Универсальные начала человеческой жизни писатели-реалисты находят в рамках повседневности, заурядной действительности, несущей персонажам как суровые испытания, так и неоценимые блага. К примеру, Иван Карамазов с его трагическими раздумьями и «Великим инквизитором» неотделим от своих мучительно сложных взаимоотношений с Катериной Ивановной, с братьями и отцом:363—364.
Российский литературовед и культуролог доктор филологических наук профессор Александр Михайлов противопоставлял реализм особенностям литературы прошлых эпох, которые он характеризовал как «морально-риторическую систему». Во время господства морально-риторической системы в творчестве писателей, как отмечает А. Михайлов, «было очень много заранее установленного, зафиксированного, канонического и нормативного», а индивидуальный стиль возможен был лишь в пределах предустановленного. На рубеже XVIII—XIX веков морально-риторическая система постепенно сменяется реализмом. В эпоху реализма, в XIX веке морально-риторические пережитки отбрасываются, каждый из писателей-реалистов строит свою систему на основе своего образа мира, предопределяемого правдой самой действительности, какой её видит автор. Стилевая система писателей-реалистов сугубо индивидуальна, хотя они помнят и уроки литературной традиции:233—234. 
А. Михайлов указывает, что реализм унаследовал «углублённое и полное понимание человеческой личности, которое стремительно складывалось в XVII, XVIII вв. и начале XIX века». Человек литературы реалистического периода психологичен, его внутренняя жизнь протекает непрерывно и тонко, как насыщенный и порой противоречивый процесс (в отличие от человека морально-риторической системы, который «в своей душевной жизни как бы примыкал, льнул к чувству, аффекту как объективной, обособившейся от него и замкнутой в себе силе»). Внутренняя жизнь героев писателей-реалистов неисчерпаема, включает в себя бесчисленное множество оттенков чувств, мыслей и ощущений, и все они значимы; она «уходит в неизведанные глубины, как реальный мир — в даль космоса»:188—189.
По утверждению А. Михайлова, именно благодаря появлению сплошного «внутреннего характера» сводятся воедино те тенденции, которые уже существовали в эпоху господства морально-риторической системы и шли с ней вразрез, но в то время не могли сложиться в единое целое. К этим тенденциям относятся «наглядное, конкретно-чувственное изображение жизни во всех её проявлениях, социально-критический её анализ, передача всего предметного мира и всего внутреннего, присущего людским душам». Литература времени господства морально-риторической системы мерила изображаемый мир мерой вечности, в эпоху же господства реализма преобладают не вертикальные, а горизонтальные смысловые связи: изображаемый мир закончен в себе самом и меряется собственной мерой, а его опорой, «субъектом» изображаемой действительности является образ человека. В литературе реализма нерасторжимо связаны друг с другом социальная жизнь и непосредственный быт, внутреннее и внешнее, характер и поступок, индивид и ситуация. В центре внимания писателя — «разработка обширнейших связей между вещами, предметами, явлениями, характерами, между личностью и её окружением, средою; между человеком и обществом». В рамках этой заполненной до предела, сплошной горизонтали земного, человеческого, социального бытия все явления отражают друг друга, воспроизводя при этом реальные связи всех явлений жизни. Всё, что изображается в литературе, теперь конкретно и означает главным образом уже самого себя:190.
Как отмечает А. Михайлов, сплошной, полный образ правдивой действительности, создаваемый в литературе реализма, может создавать иллюзию подлинной реальности, в которую погружаются и автор, и читатель. «Кажется, будто известно, как дышит, как ходит, как ест литературный персонаж. <…> Целые поколения русских читателей сроднились с князем Болконским, с Безуховым…» Но задача настоящего писателя отнюдь не в создании иллюзии действительности, иллюзорного образа, «второй» реальности. Лишь писатель-ремесленник, а не большой писатель XIX века довольствовался созданием иллюзорного образа действительности, льстящего среднему буржуа (филистеру) с его меркантильно-прагматическими взглядами, укоренёнными в условиях победившего капитализма, и на этом останавливался. Настоящая же литература, воспринимая реализм в качестве принципа мышления, тенденции эпохи, в конечном счёте использует его как тонкий, точный инструмент, позволяющий ей бороться с самой же эпохой, вскрывая её реальные противоречия и реальные же проблемы. Представители подлинной литературы создавали такие чрезвычайно сложные творения, «в которых реалистический дух времени опосредуется — преломляется, критикуется, утверждается и преодолевается»:191—193. «Иллюзия» действительности, возникающая в произведении подлинного писателя-реалиста, — не только равная себе, «разоблачённая» действительность (то есть освобождённая от прежней системы ценностей); это иллюзия, выступающая как средство разоблачения жизненных противоречий, она обращена против самой себя:196.
По словам А. Михайлова, метод реализма в произведениях великих реалистов XIX века (Гоголя, Гончарова, Толстого, Достоевского, Бальзака, Флобера, Диккенса, Теккерея) всегда реализуется творчески-неожиданно, его решение и применение всегда индивидуально и мировоззренчески глубоко обоснованно — иначе говоря, он представляет собой индивидуальный реалистический метод:195—196. Слово в произведениях зрелого реализма «погружается в жизнь и выносит её „наружу” в её полноте, возвращаясь к себе уже как слово самой жизни», «выносит наружу разноречивые голоса… действительности» (потому что единого морально-риторического слова больше нет). Возвращаясь в единстве каждый раз неповторимо-уникального стиля, эти голоса проходят через очень сложную организацию жизненного материала в реалистическом видении и идейном осмыслении автором. Такое единство стиля неповторимо-уникально в каждом реалистическом произведении и неповторимо-уникально у каждого подлинного писателя-реалиста. В связи с этим А. Михайлов цитирует слова Михаила Бахтина, писавшего: «Если романист утрачивает языковую почву прозаического стиля, не умеет стать на высоту релятивизированного, галилеевского языкового сознания, глух к органической двуголосости и внутренней диалогичности живого становящегося слова, то он никогда не поймёт и не осуществит действительных возможностей и задач романного жанра». Особенно справедливо — как добавляет А. Михайлов — это в отношении романа реалистического и вообще любого жанра реалистической литературы, которая немыслима без выслушивания голосов жизни:269—270.
А. Михайлов пишет, что в реалистических произведениях соединяются исключительность и типичность обстоятельств, исключительность и типичность характеров. Почти всё в произведениях реалистов предопределяется взаимосвязью характеров и обстоятельств, их взаимовлиянием, тщательно прослеживаемой их игрой. Несмотря на типичность характеров реалистической литературы, «тип» здесь функционирует так, что «он стремится к яркой исключительности, характерности, индивидуальной заострённости и несопоставимости… бежит прочь от статистической усреднённости». Сюжет, действие тоже (хотя и не обязательно) тяготеет к исключительности, статистической маловероятности:200—201.

### Социалистический реализм
В СССР и странах социалистического лагеря власть активно насаждала так называемый социалистический реализм, произведения представителей которого обычно не возвышались над средним уровнем беллетристики (впрочем, в рамках этого направления творили и некоторые яркие художники слова: М. Горький, В. В. Маяковский, М. А. Шолохов, А. Т. Твардовский). Социалистический реализм использовал формы изображения жизни, присущие классическому реализму, однако в сущности своей противостоял мировоззрению и творческим установкам большинства писателей XIX столетия. Начиная с 1930-х годов часто использовалось предложенное М. Горьким противопоставление двух стадий реализма: реализма критического и реализма социалистического — второй из них якобы постигал действительность в её революционном развитии к социализму и коммунизму:364.

## Реализм и вторичная условность
Ошибочным является противопоставление реализма тем или иным формам художественной условности, таким как фантастика, гротеск. В действительности представители реализма во многих случаях используют фантастику и гротеск в качестве средства преувеличения, заострения образа для как можно более полного выявления его типичности. Правдоподобие — не обязательное свойство реализма: существуют произведения правдоподобные, но не реалистические (например, натуралистические), в то же время, несомненно, существуют художественные тексты реалистические, но не правдоподобные. Таким образом, реализм как творческий метод может осуществляться и в формах правдоподобия, и в формах художественной условности:8,27.
Фантастика в творчестве писателей-реалистов является одним из компонентов формы, будучи составной частью «арсенала» искусства в своей экспрессивной заострённости. Поскольку действительность многогранна, художественное познание различных её сторон и закономерностей может оказаться успешным только при использовании разных литературных форм: наиболее эффективными в одних случаях могут оказаться формы правдоподобные, в других — условные. Немаловажно также, что задача писателя состоит не только в познании каких-то явлений, но и в том, чтобы донести результаты этого познания для читателя с как можно большей силой убедительности. Поэтому гротеск может оказаться необходимым, чтобы добиться как можно более сильного впечатления, воплотить авторскую мысль как можно более выразительно:202.
Приём необычайного нередко служит целям творческой типизации, позволяя выразить в художественной форме идейно-эмоциональное осмысление изображаемых писателем характеров. Проявляя как составной элемент своего мировоззрения интерес к той или иной стороне социальных характеров людей, реалист применяет художественные детали для усиления важнейших, по его мнению, составляющих того или иного характера, и это часто приводит к художественному преувеличению, созданию фантастических персонажей. Фантастика как приём и фантастичность в целом появляется в литературном произведении тогда, когда существует противоречие, разрыв между должным (по мнению автора) и «образом» — точнее, персонажем, в своей индивидуальности выражающим закономерности социальной действительности. При этом фантастика как приём не обязательно выступает в функции «снятия» противоречий, она может и их заострять, расширять, углублять — обычно она служит такой цели в произведениях с ярко выраженной сатирической направленностью. Фантастика способствует комическому эффекту (так как в выдумывании, в неправдоподобном сочетании элементов действительности уже изначально заложен элемент шутки, комизма), что обусловливает её использование в сатирических целях; сатирическая фантастика обнажает, выявляет скрытое, замаскированное, развивая явление до логического конца, обнаруживая скрытые его возможности.
Также обращение писателя-реалиста к фантастической образности может быть связано с его стремлением затронуть вечные философские вопросы, найти универсальные закономерности, в самые разные эпохи управляющие человеческой жизнью, прибегнуть к максимально широким обобщениям. Это требует создания условных, символических или аллегорических образов, выражающих отвлечённые и универсальные представления — как, например, идеи добра, зла, совести, справедливости и т. п. В таких случаях сама условность, фантастичность художественных образов указывает на их обобщённое содержание, соотносимость с отвлечёнными нравственными и философскими представлениями, а не с конкретными людьми и их взаимоотношениями. Способствует успешному использованию фантастических образов ещё и такая ситуация, когда универсальность и широта затрагиваемых идейно-нравственных проблем сочетается с их сложностью, остротой, дискуссионностью, то есть когда авторское представление о мире является не готовым и непреложным выводом, а вопросом, который требует анализа и проверки. В таких случаях фантастические образы и ситуации — своеобразный «эксперимент», позволяющий автору проверить ту или иную концепцию в ситуации крайней, экстремальной.
Использование уже готовых, проверенных веками фантастических образов позволяет пользоваться коллективным художественным опытом, не разъясняя каждый раз читателю значение того или иного образа — как, например, басенные условно-аллегорические образы или другие, более сложные фантастико-символические образы. Благодаря существованию своего рода «банка образов» и стоящих за этими образами значений писатель может активно подключать к восприятию текста читательские ассоциации. Так, появление сатаны в «Мастере и Маргарите» позволяет затронуть проблему диалектики добра и зла, пассивного и действующего начал, столкновения человека с судьбой. Мотив двойничества, иногда используемый в произведениях писателей-реалистов, означает внутренний разлад, двуплановость личности.
Ряд великих реалистов XIX—XX веков — Гоголь, Салтыков-Щедрин, Достоевский, Диккенс, Брехт, Маяковский — были при этом ещё и мастерами гротеска. Именно на почве реализма гротеск расцвёл и показал свои возможности:32. Достоевский, о «фантастическом реализме» которого писали исследователи, отмечал в своей переписке:

У меня свой особенный взгляд на действительность (в искусстве), и то, что большинство называет почти фантастическим и исключительным, то для меня иногда составляет самую сущность действительного. Обыденность явлений и казённый взгляд на них, по-моему, не есть ещё реализм, а даже напротив.
Реалистический гротеск принципиально по своему содержанию отличается от романтического. Романтический гротеск изображал человека зависимым от таинственных, потусторонних сил, реалистический же гротеск, применяя аналогичные или сходные с романтическим гротеском приёмы повествования, коренным образом изменяет их функциональное значение: в реализме они раскрывают подлинные связи между человеком и окружающим его обществом. Как и в романтизме, с героями реалистического гротеска происходят странные вещи, в их жизнь тоже вторгаются фантастические явления. Но этот фантастический сюжет дает возможность вскрыть самые характерные признаки окружающей жизни, выявить то, что обычно ускользает от взгляда читателя, обнаружить зависимость людей от существующих социально-политических норм и установлений:58,179.
Писатели-реалисты, использующие гротеск, отличаются от писателей-реалистов, применяющих правдоподобную форму, только способом воплощения познаваемой сущности в художественный образ. Правдоподобный образ выражает сущность того или иного явления, типа в том виде, в котором это явление или тип существует в действительности, гротескный же образ передаёт их сущность в иных формах, в реальности не наблюдаемых. Таким образом, разница только в формах выражения:202—203.
В XX веке многообразие художественных форм реалистических произведений возрастает, писатели-реалисты отнюдь не всегда стремятся к внешнему правдоподобию изображения. Многие из них, в особенности сатирики, прибегают к фантастике (иногда — к научной фантастике) и иносказанию. К таким писателям относятся, в частности, А. Франс, Г. Уэллс, К. Чапек, М. Булгаков. Невероятные сюжеты помогают отобразить острые конфликты действительности, проблемы, вставшие перед человеком с развитием науки, техники, общественных отношений. У Франса, Уэлла, Чапека и других писателей элементы необычайного, сказочного вступают в разнообразные сочетания с деталями повседневной жизни той или иной страны и эпохи.

## История реализма
Существует мнение, что реализм зародился в глубокой древности.
Выделяют несколько периодов реализма:
- «Античный реализм».
- «Реализм эпохи Ренессанса».
- «Реализм XVIII—XIX веков» (наивысший расцвет в середине XIX века — эпоха реализма).
- «Неореализм (реализм XX века)».

## Крупнейшие представители реализма

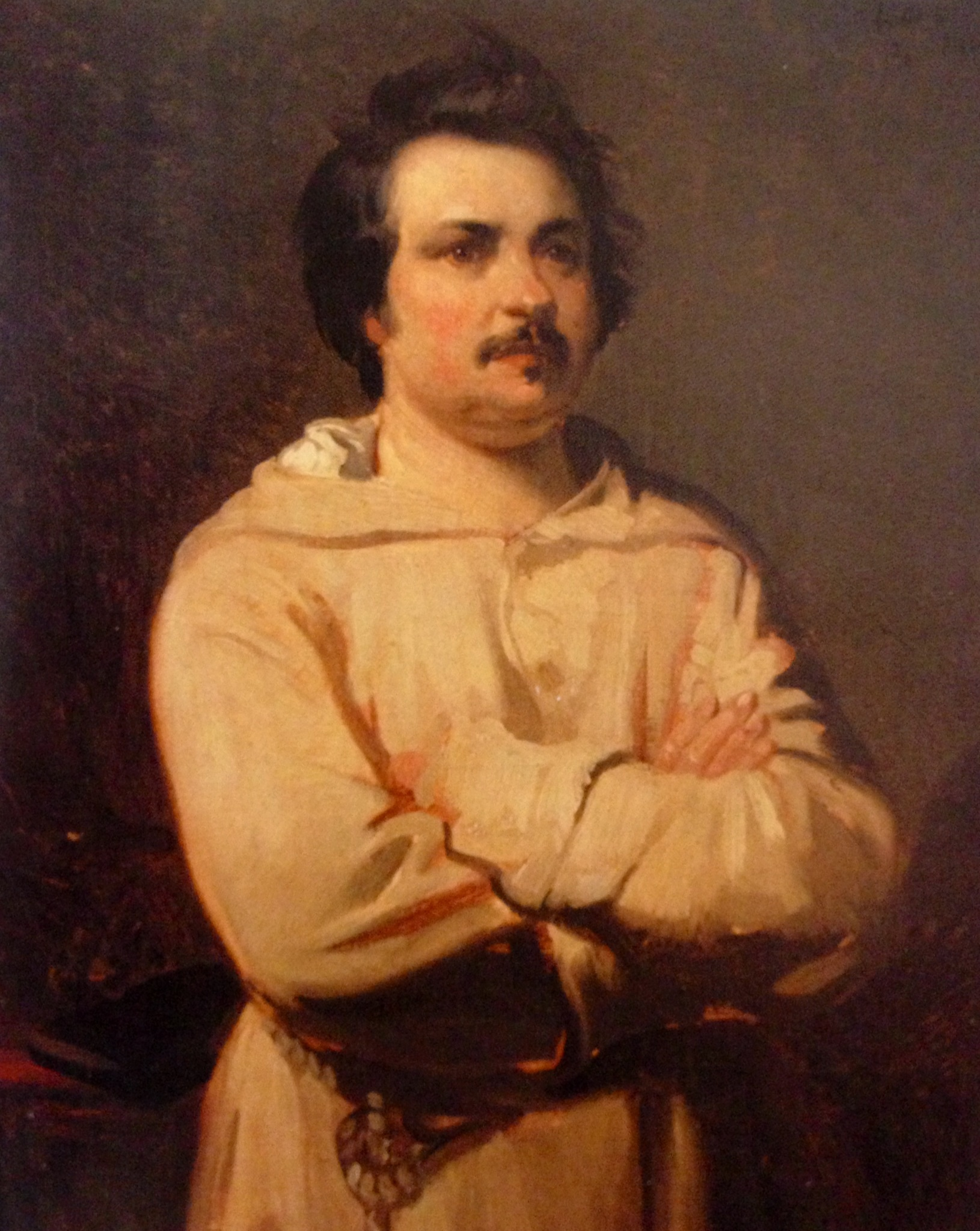
Оноре де Бальзак. Автор портрета — Луи Буланже, 1836 год

### Европейские и американские писатели-реалисты
- Оноре де Бальзак[1]:363 («Человеческая комедия»)
- Стендаль («Красное и чёрное»)
- Ги де Мопассан
- Гюстав Флобер[1]:363
- Чарльз Диккенс[1]:363 («Приключения Оливера Твиста»)
- Уильям Теккерей («Ярмарка тщеславия»)
- Марк Твен («Приключения Гекльберри Финна»)
- Джек Лондон («Дочь снегов», «Сказание о Кише», «Морской волк», «Сердца трех», «Лунная долина»)
- Мария Луиза фон Франсуа («Die letzte Reckenburgerin»)
- Джон Голсуорси[1]:363
- Томас Манн[1]:363
- Уильям Фолкнер[1]:363

### Русские писатели-реалисты
- Поздний А. С. Пушкин — основоположник реализма в русской литературе (историческая драма «Борис Годунов», повести «Капитанская дочка», «Дубровский», «Повести Белкина», роман в стихах «Евгений Онегин»)
- М. Ю. Лермонтов («Герой нашего времени»)
- Н. В. Гоголь («Мертвые души», «Ревизор»)
- И. А. Гончаров («Обломов»)
- А. И. Герцен («Кто виноват?»)
- Н. Г. Чернышевский («Что делать?»)
- Ф. М. Достоевский («Бедные люди», «Белые ночи», «Униженные и оскорбленные», «Преступление и наказание», «Бесы»)
- Л. Н. Толстой («Война и мир», «Анна Каренина», «Воскресение»).
- И. С. Тургенев («Рудин», «Дворянское гнездо», «Ася», «Вешние воды», «Отцы и дети», «Новь», «Накануне», «Муму»)
- А. П. Чехов («Вишнёвый сад», «Три сестры», «Студент», «Хамелеон», «Чайка», «Человек в футляре»)
- В. Г. Короленко («В дурном обществе», «Дети подземелья», «Парадокс», «Река играет»)
- А. И. Куприн («Юнкера», «Олеся», «Яма», «Штабс-капитан Рыбников», «Гамбринус», «Суламифь»)
- М. А. Булгаков[1]:363
- И. А. Бунин[1]:363
- А. А. Ахматова[1]:363
- И. С. Шмелёв («Лето Господне», «Богомолье», «Солнце мертвых», «Волчий перекат», «Пути небесные», «Неупиваемая чаша»)
- А. Т. Твардовский («Василий Теркин»)
- М. А. Шолохов («Тихий Дон», «Судьба человека»)
- Б. Л. Пастернак («Доктор Живаго»)
- В. М. Шукшин («Срезал», «Чудик», «Дядя Ермолай»)
- А. И. Солженицын[1]:363
- В. П. Астафьев[1]:363
- В. Г. Распутин[1]:363

## Критика
Термин «реализм» подвергался критике. Так, Вадим Руднев, посвятив в своём «Словаре культуры XX века» понятию «реализм» отдельную статью, пишет, что «реализм — это антитермин, или термин тоталитарного мышления» и «вообще ‹…› настолько нелепый термин, что данная статья написана лишь для того, чтобы убедить читателя никогда им не пользоваться; даже в XIX в. не было такого художественного направления, как реализм».
Дмитрий Затонский высказывал мнение, что термин «реализм» — вопиющий нонсенс, поскольку по своей природе искусство является имманентным и в этой своей ипостаси служит главным образом личности, а если и обществу, то преимущественно посредством личности, и форма восприятия искусства является преимущественно личностной. Искусство затрагивает преимущественно сферу эмоций, оно не столько о чём-то рассказывает, сколько даёт возможность почувствовать. В связи с этим смысл произведения никогда не бывает прямым, а всегда — переносным, метафорическим. Причина этого в том, что не всё в мире поддаётся истолкованию прямому, непосредственному, чисто рациональному, и то, что нельзя непосредственно истолковать, можно порой постичь опосредованно, нащупать душой, чувствами, подсознанием.
Что касается литературы, то она не может отображать жизнь в формах самой жизни хотя бы потому, что является искусством слова, то есть отображает увиденное с помощью письменной, а порой и непосредственно звуковой символики. В целом искусству, как отмечает Затонский, жизнеподобие ни к чему, поскольку ему следует не копировать действительность, а воссоздавать её, иначе говоря — помогать нам ощутить её, а это само по себе предусматривает перевоплощение, в первую очередь метафоризацию воссоздаваемой действительности.
Затонский тем не менее признаёт существование литературного реализма XIX века — хотя и не в качестве творческого метода, но в качестве литературного направления, своеобразной литературной школы, сложившейся во многом спонтанно и объединявшейся рядом литературных особенностей: к этому направлению относятся Бальзак и Стендаль, Теккерей и Диккенс, Гоголь и Толстой. Преобладала эта реалистическая школа в литературе в 1830—1870-е годы, а в XX веке, приблизительно до 1930-х годов, имела своих последователей, таких как Эптон Синклер, Голсуорси. Однако главные представители литературы XX века — всё же модернисты: Пруст, Джойс, Кафка, Борхес и др. Те три кита, на которых зиждилась общая теория реализма XIX века (типизация, социальный анализ и жизнеподобие), ныне отсутствуют, поскольку не осталось писателей, пытающихся что-то типизировать, заниматься социальным анализом и выдавать свои произведения за что-то жизнеподобное.
Евгений Сверстюк называет само привычное нам понятие действительности иллюзорным и полагает, что в век потребительства человек неизбежно склоняется к реализму в литературе и искусстве, даже к документализму. По мнению Сверстюка, понятие реализма является очень широким, по причине чего этот термин очень трудно использовать корректно. Как объективный идеализм, так и диалектический (вульгарный) материализм считают себя основой реализма. Понятие «реализм» в советскую эпоху служило конъюнктуре, реализм должен был подтверждать материальность и познаваемость мира, и именно такую познаваемость, которую можно было на практике использовать в идеологических целях, с целью поддержки господствующей идейной позиции.
Сверстюк отмечает, что «реализм» в советское время оберегали и сакрализовали — вплоть до постепенной утраты этим термином реального содержания. Допущенные к рангу «реалистов» писатели имели «познавательное и воспитательное значение» и считались представителями единственно верного мировоззрения, а выступление против реализма трактовалось как проявление реакционности. «Реализм» с точки зрения марксизма-ленинизма ценился так же, как «прогресс»; он должен был являться свидетельством «разложения буржуазного общества», «зеркалом российской революции» или хотя бы отображением протеста против социальной несправедливости.
По утверждению Сергея Чупринина, понятие реализма «стоило бы закрыть, почистить и открыть заново. Отдавая себе отчет в том, что оно и раньше-то приобретало идентифицирующий смысл, лишь будучи дополненным уточняющими, конкретно историческими определениями (ренессансный реализм, критический, социалистический, символический, магический и т. п.)». Иначе этот термин будет станет — или уже стал — «самоназванием конкурирующих между собою групп и группок современных (и всякий раз не слишком успешных) прозаиков, либо, — как еще в 1923 году предполагал Евгений Замятин, — „уделом старых и молодых старцев“, синонимом доброкачественного эпигонства, той литературы, которая, ограничив арсенал своих художественных средств исключительно техническими приемами XIX века, „пользуется — по словам В. Руднева, — языком средней нормы“».